# Zona especial de conservación Montaña Oriental
La zona especial de conservación Montaña Oriental es un espacio natural protegido de Cantabria, declarado lugar de importancia comunitaria (LIC) en 1997 y, posteriormente, zona especial de conservación por el Gobierno de Cantabria. El área de conservación se extiende unas 21 679 ha. También abarca en su territorio al Parque natural Collados del Asón, que ocupa el 21% del área total.

## Geografía
Se ubica en la parte oriental de Cantabria. El relieve variado de la zona se encuentra ocupado por numerosos valles (Valle del Gándara, Valle de Asón y Valle del Miera) y macizos (Macizos de Hornijo, Alto Asón y Valnera). Está limitado por los ríos Bustablado y Asón en el límite septentrional, y por el río Miera, en el límite occidental.

## Flora
Está constituida principalmente por brezos como las especies Erica vagans, Erica tetralix y Daboecia cantabrica. Se encuentran también plantas leguminosas, musgos de turbera y droseras. El haya común (Fagus sylvatica) conforma las formaciones boscosas, así como los acebos, arces, tejos, entre otros. Otras plantas, aunque menos comunes, son los helechos Trichomanes speciosum y Woodwardia radicans.
Otro tipo de vegetación son los bosques de ribera, a lo largo del río Asón, representado por los alisos (Alnus glutinosa) y sauces (Salix atrocinerea, Salix caprea y Salix cantábrica), aunque también se hallan arces, fresnos, espinos, entre otros.
Los bosques de encinas, conformados por la especie Quercus ilex. Laurus nobilis y Rhammus alaternus, también están presentes aunque ocupan una pequeña parte del área de conservación.

## Fauna

### Vertebrados
Se caracteriza por la presencia de muchas especies de quirópteros como las pertenecientes a la familia Rhinolophidae (Rhinolophus ferrumequinum, Rhinolophus hipposideros y Rhinolophus euryale) y las de la familia Vespertilionidae (Myotis blythii, Myotis emarginatus, Myotis myotis). También destacan el desmán ibérico (Galemys pyrenaicus), la nutria europea (Lutra lutra) y el lagarto verdinegro (Lacerta schreiberi). El salmón del Atlántico (Salmo salar) es una especie muy común en los ríos circundantes.

### Invertebrados
Entre las especies de invertebrados están el caracol moteado (Elona quimperiana) y el ciervo volante (Lucanus cervus), este último es considerado el coleóptero más grande de Europa, con un tamaño máximo de 85 mm. Otro coleóptero que habita en la zona es la especie Rosalia alpina.